# Estação Cumming
A Estação Cumming é uma das estações do Metrô de Santiago, situada em Santiago, entre a Estação Quinta Normal e a Estação Santa Ana. Faz parte da Linha 5.
Foi inaugurada em 31 de março de 2004. Localiza-se no cruzamento da Avenida Ricardo Cumming com a Rua Catedral. Atende a comuna de Santiago.